# Televisión Pública (Argentina)
Argentina Televisión conhecido pela sigla ATV é uma rede pública de televisão nacional da Argentina. Transmitiu os Jogos Olímpicos de Verão de 2008 para o país. É baseado na cidade de Buenos Aires. Especializou-se em programação cultural e documentários, por vezes em cooperação com a Universidade de Buenos Aires, e também tem um serviço de notícias, que transmite, entre outras coisas, a maioria dos atos de governo. Embora não seja a prioridade do canal, também difunde conteúdos de ficção. Foi o primeiro canal de transmissão na Argentina e é, atualmente, o único canal mantido sob a órbita estatal.

## Primeira transmissão
Foi feita a partir da Plaza de Mayo, em 17 outubro de 1951, no Dia da Lealdade. A ligação entre o estúdio e as câmeras portáteis usou uma fiação improvisada. Eva Perón foi capaz de, pela primeira vez em 24 dias, passar de sua cama para assistir ao evento vestida de preto. A Confederação Geral de Trabalho da República Argentina deu à debilitada Eva Perón a "Distinção do Reconhecimento", e, ao presidente argentino Juan Perón, a "Grande Medalha Peronista em Grau Extraordinário". Tinha sido necessária uma dose de analgésico, implementada pelo ministro da Educação, Raúl Mendé, para que ela pudesse proferir um curto discurso, como um testamento político: 
| “ | [...] Agradeço a todos que têm orado pela minha saúde, eu espero Deus ouve a minha humilde casa para voltar em breve para continuar a luta e luta até a morte [...] | ” |

No discurso, Eva citou nove vezes a sua própria morte. Esse discurso é considerado, por muitos, o seu testamento político.